# Îlot Nä Nä
L’îlot Nä Nä est un îlot de Nouvelle-Calédonie appartenant administrativement à Île des Pins.